# Reich & sexy
Reich & sexy (en alemán «Rico(s) y sexi(s)») es el primer álbum recopilatorio de la banda alemana de punk-rock Die Toten Hosen. Fue lanzado al mercado el 2 de noviembre de 1993 y contiene canciones grabadas durante la primera década de andadura del grupo. La portada es una foto de la artista gráfica alemana Gabriele Oestreich en la se muestra a los músicos de grupo desnudos, rodeados de mujeres también desnudas. Alcanzó el 7º puesto en las listas de ventas de Alemania, el 5º en Suiza y el 12º en Austria. En 2007 se lanzó una versión remasterizada de Reich & sexy con material gráfico adicional.
Reich & sexy contiene un homenaje al músico estadounidense Johnny Thunders, fallecido en 1991, consistente en la aparición consecutiva de las canciones Wort zum Sonntag (tributo a Thunders y a la música punk en general) y Born to Lose (versión de los Heartbreakers que grabaron con el propio Thunders).
El recopilatorio comparte título con el segundo álbum de grandes éxitos que editaron los Toten Hosen, Reich & sexy II: Die fetten Jahre (2002).

## Lista de canciones
1. Hier kommt Alex − 4:30
2. Alles wird gut − 3:37
3. Alles aus Liebe − 4:32
4. Azzuro − 2:34
5. Halbstark − 2:33
6. Wünsch DIR was − 4:15
7. Carneval in Rio (Punk Was) − 3:07
8. Mehr davon − 5:09
9. Liebesspieler − 2:47
10. Wort zum Sonntag − 4:18
11. Born To Lose − 3:21
12. Sascha … ein aufrechter Deutscher − 2:34
13. 1000 gute Gründe − 3:23
14. All die ganzen Jahre − 3:20
15. Liebeslied − 3:41
16. Opel-Gang − 1:55
17. Wir sind bereit − 2:01
18. Eisgekühlter Bommerlunder − 2:58
19. Hip Hop Bommi Bop − 4:15
20. Bis zum bitteren Ende − 3:09 (versión en vivo)

## Vídeos
De forma paralela al lanzamiento del álbum, se editó con el mismo título y portada un recopilatorio en VHS que contenía todos los videoclips rodados por Die Toten Hosen hasta la fecha:
1. Hier kommt Alex, dirigido por Walter Knofel, 1988
2. Kauf MICH!, dirigido por Hans Neleman, 1993
3. Baby Baby, dirigido por Walter Knofel, 1991
4. Azzurro, dirigido por Hanns Christian Müller, 1990
5. Wünsch DIR was, dirigido por Hans Neleman, 1993
6. Carnival in Rio (Punk Was), dirigido por Markus Herold, 1991
7. Alles aus Liebe, dirigido por Hans Neleman, 1993
8. 1000 gute Gründe, dirigido por Walter Knofel, 1988
9. All die ganzen Jahre, dirigido por Walter Knofel, 1990
10. Eisgekühlter Bommerlunder, dirigido por Wolfgang Büld,1983